# John Steffensen
John William Steffensen (30 agosto 1982) è un ex velocista australiano.

## Palmarès
| Anno | Manifestazione          | Sede      | Evento      | Risultato  | Prestazione | Note |
| ---- | ----------------------- | --------- | ----------- | ---------- | ----------- | ---- |
| 2003 | Mondiali                | Parigi    | 4×400 m     | Batteria   | 3'02"89     |      |
| 2004 | Giochi olimpici         | Atene     | 4×400 m     | Argento    | 3'00"60     |      |
| 2005 | Mondiali                | Helsinki  | 400 m piani | 8º         | 45"46       |      |
| 2006 | Giochi del Commonwealth | Melbourne | 400 m piani | Oro        | 44"73       |      |
| 2006 | Giochi del Commonwealth | Melbourne | 4×400 m     | Oro        | 3'00"93     |      |
| 2007 | Mondiali                | Osaka     | 400 m piani | Semifinale | 44"95       |      |
| 2009 | Mondiali                | Berlino   | 400 m piani | Semifinale | 45"50       |      |
| 2009 | Mondiali                | Berlino   | 4×400 m     | Bronzo     | 3'00"90     |      |
| 2014 | Giochi del Commonwealth | Glasgow   | 4×400 m     | 6º         | 3'04"19     |      |